# Briceño
Briceño là một khu tự quản thuộc tỉnh Antioquia, Colombia. Thủ phủ của khu tự quản Briceño đóng tại Briceño Khu tự quản Briceño có diện tích 401 ki lô mét vuông. Đến thời điểm ngày 28 tháng 5 năm 2005, khu tự quản Briceño có dân số 8132 người.